# John Maltravers
John Maltravers (v. 1290 – 16 février 1364), 1er baron Maltravers, est un noble et courtisan anglais du XIVe siècle. Chevalier d'origine modeste, il s'élève progressivement au sein des échelons de la hiérarchie de la noblesse anglaise par son mariage fort avantageux avec une fille de Maurice de Berkeley, 2e baron Berkeley, puis à ses relations étroites avec Roger Mortimer, 1er comte de March, tous deux d'influents seigneurs dans les Marches galloises. Fugitif à compter de 1322 à la suite de sa participation à la rébellion infructueuse menée par Mortimer contre les abus du roi Édouard II, Maltravers soutient activement la chute de ce souverain en 1326.
John Maltravers est surtout célèbre pour avoir été l'un des geôliers d'Édouard II après sa déposition en 1327, mais aucune preuve ne permet d'affirmer qu'il a été impliqué dans sa mort mystérieuse en captivité. Homme fort du gouvernement exercé par Roger Mortimer, il est pourtant contraint à l'exil lorsque le roi Édouard III fait exécuter Mortimer en 1330. Après de nombreuses tractations, il est finalement autorisé à retourner en Angleterre en 1351 et est restauré dans ses titres et possessions. John Maltravers meurt en 1364 à un âge avancé ; de nos jours, les soupçons de régicide à son encontre concernant la mort d'Édouard II semblent dénués de fondement.

## Biographie

### Origines, jeunesse et rébellion
John Maltravers est le fils du baron John Maltravers, originaire de Lytchett Matravers dans le Dorset, et de sa première épouse Alinore. Il est adoubé à Westminster, aux côtés entre autres de son père et du futur Édouard II, le 22 mai 1306, par le roi d'Angleterre Édouard Ier au cours d'une cérémonie fastueuse passée à la postérité sous le nom de Fête des cygnes. Maltravers épouse aux alentours de 1313 Ela, une des filles du puissant baron des Marches galloises Maurice de Berkeley et avec laquelle il n'a qu'un fils, prénommé John. Au début du règne d'Édouard II, John Maltravers participe à de multiples missions diplomatiques et engagements militaires au nom de son souverain. Ainsi, il est présent à la bataille de Bannockburn en 1314 lors de laquelle il est fait prisonnier : il est vraisemblablement rançonné par son père ou son beau-père. Le 20 octobre 1318, Maltravers est choisi pour représenter le Dorset au Parlement. En 1320, il accompagne au nom du roi Édouard son beau-père Maurice de Berkeley en Aquitaine, afin d'y inspecter l'administration locale. 
En dépit de ses nombreux services accomplis pour le roi, Maltravers participe en mai 1321 à la guerre des Despenser, une rébellion baronniale dirigée par Thomas de Lancastre contre Édouard II et son favori détesté, Hugues le Despenser. Pardonné en août 1321 comme tous les autres rebelles, il reprend les armes au cours du mois de décembre après le rappel de Despenser par le roi. Accompagnant le baron de Wigmore Roger Mortimer, il attaque Newport, une des nombreuses possessions que détient Despenser dans les Marches. Tandis que Mortimer et son beau-père Maurice de Berkeley capitulent devant l'immense armée royale à la fin du mois de janvier et au début de février 1322, Maltravers parvient à s'enfuir par navire vers la France, où il est rejoint par quelques rares rebelles ayant réussi à échapper au roi et forme un cercle de barons anglais exilés. À la suite de la victoire décisive du roi sur le comte de Lancastre à la bataille de Boroughbridge le 16 mars 1322, les biens de Maltravers sont confisqués par la couronne.

### Geôlier d'Édouard II et services envers Mortimer
En septembre 1326, Maltravers fait partie des troupes levées par la reine Isabelle de France et Roger Mortimer pour renverser le régime d'Édouard II et des Despenser. À la suite du succès de la rébellion contre le roi, Maltravers reçoit en récompense le domaine de Winterborne Houghton, auparavant détenu par Despenser. À partir de janvier 1327, Maltravers devient l'un des principaux hommes de confiance de Roger Mortimer, qui régente le royaume au nom du jeune roi Édouard III. Le 3 avril 1327, Maltravers et son beau-frère Thomas de Berkeley sont chargés de la garde d'Édouard II, déposé quelques mois auparavant par le Parlement. Le roi déchu est incarcéré au château de Berkeley où il meurt apparemment le 21 septembre 1327. Nombreux sont ceux qui suspectent alors Mortimer d'avoir ordonné l'assassinat d'Édouard II. De ce fait, Maltravers est considéré comme un de ses possibles assassins, aux côtés de Thomas Gurney et de William Ockley. Le corps d'Édouard est embaumé et demeure à Berkeley jusqu'au 21 octobre, dans la chapelle St. John située à l'intérieur du donjon, avant d'être escorté à l'abbaye de Gloucester par Thomas de Berkeley afin d'y être inhumé le 20 décembre.
Le 5 avril 1328, Maltravers est nommé gardien des forêts au sud de la rivière Trent. En février 1329, Maltravers est chargé par Mortimer de punir les partisans d'Henri de Lancastre au cours de sa révolte avortée. Le 4 avril 1329, le pardon qui lui avait été accordé deux ans auparavant pour sa participation à la révolte des barons en 1322 est confirmé. En mai 1329, Maltravers accompagne le roi Édouard III en France lorsque ce dernier part rendre l'hommage au roi de France Philippe VI pour ses possessions continentales. Au cours de cette même année, il se remarie avec Agnès Bereford, à la suite du décès de sa première épouse Ela de Berkeley. Cette seconde union ne produit toutefois aucune descendance. Le 24 septembre 1329, Maltravers est nommé connétable du château de Corfe. En mars 1330, il est chargé par Mortimer, après l'exécution du comte de Kent, de traquer ses partisans. En mai, Maltravers est nommé intendant de la maison royale et reçoit plusieurs biens lors du différend juridique concernant la succession de John Giffard. Le 5 juin, il est convoqué au Parlement en tant que baron Maltravers. Enfin, au début du mois d'octobre 1330, il est nommé connétable de Clarendon Palace.

### Condamnation et exil
Le 19 octobre 1330, Édouard III renverse Mortimer et fait pourchasser ses plus ardents partisans. Maltravers, accusé d'avoir participé à l'exécution illégale du comte de Kent, voit sa tête mise à prix pour 1000 marcs. Ses possessions, une nouvelle fois confisquées, sont partagées entre Marguerite Wake, veuve du comte de Kent, et William Montagu, proche compagnon d'armes du roi. Condamné à mort in absentia le 3 décembre, Maltravers embarque à Mousehole en Cornouailles à la fin de l'année 1330 ou au début de l'année 1331 avec d'autres partisans de Mortimer. Il semble s'être réfugié en Flandre ou en Allemagne. En février 1331, la reine Philippa de Hainaut, épouse d'Édouard III, décrète que Agnès Maltravers peut recevoir son douaire de ces deux précédents mariages avec John Argentine et John Nerford malgré l'exil de son troisième époux. En août 1332, Agnès fait un pèlerinage à l'étranger, ce qui n'aurait été qu'un prétexte pour rendre visite à son époux en Flandre. 
En mars 1334, William Montagu est chargé par le roi de contacter Maltravers afin que ce dernier lui révèle certaines informations. L'année suivante, Montagu, Edmund Bereford, Thomas de Berkeley, John Moleyns et Nicholas Beche sont pardonnés pour avoir aidé Maltravers à subvenir à ses besoins. En 1339, Maltravers reçoit d'Édouard III une pension de 100 livres. En 1342, son épouse Agnès est autorisée à aller vivre à ses côtés en exil. Le traitement aussi magnanime d'Édouard III envers un homme soupçonné d'avoir assassiné son père accrédite la thèse selon laquelle Édouard II n'aurait pas été assassiné. Cette théorie est soutenue en ce sens par la Lettre de Fieschi, un prêtre italien qui aurait écrit un rapport en 1336 à Édouard III concernant la survie de son père. Édouard II aurait été emmené de Berkeley à Corfe, où Maltravers était connétable. Le roi y serait resté caché pendant 18 mois avant de s'échapper à l'étranger. Selon les partisans de la thèse de Fieschi, l'exil de Maltravers prolongé jusqu'en 1351 aurait été une tentative de la part d'Édouard III de dissimuler la fuite de son père.

### Retour en Angleterre, mort et succession
En juillet 1345, Édouard III débarque en Flandre pour y rallier des soutiens contre Philippe VI de France. Maltravers, qui avait réussi à subsister grâce à des dons financiers, vient de perdre l'essentiel de sa fortune à la suite de l'assassinat de Jacob van Artevelde. Il rencontre Édouard à l'embouchure du Zwin. Ce dernier lui accorde le 5 août sa protection mais ne l'autorise pas encore à retourner en Angleterre. Au cours des années qui suivent, Maltravers continue à gagner les faveurs du roi. À la suite de la prise de Calais par les Anglais en 1347, il y acquiert une propriété. Sa restauration dans les bonnes grâces d'Édouard III devient évidente lorsqu'il fait partie en juin 1348 de la délégation anglaise chargée de mener des négociations de paix avec les Français à Gand, Ypres et Bruges. Au début de l'année 1351, Maltravers est nommé gouverneur des îles anglo-normandes. Lors de sa lieutenance, il fonde un hôpital à Saint-Pierre-Port à Guernesey. 
Autorisé à regagner l'Angleterre, ses terres lui sont restituées le 20 juin 1351. En novembre, il est à nouveau convoqué au Parlement. Le 8 février 1352, la rétrocession de ses possessions lui est officiellement confirmée. John Maltravers passe ses dernières années dans ses domaines et meurt le 16 février 1364 à Lytchett Matravers. Initialement, son unique héritier est son fils John, mais celui-ci meurt prématurément, le 13 octobre 1350 (ou 1360, selon certaines sources). Ce dernier a pour descendants un fils, Henry, et deux filles, Joan et Eleanor. Henry meurt avant son grand-père, résultant en le partage des terres de Maltravers entre ses deux petites-filles à sa mort. Joan meurt sans descendance mais Eleanor épouse John, fils de Richard FitzAlan. Plus tard, le petit-fils d'Eleanor accède au titre de comte d'Arundel en 1415. En 1628, la baronnie Maltravers est finalement annexée au comté d'Arundel et le titre est en conséquence porté par le duc de Norfolk depuis cette date.

## Postérité
Le dramaturge Christopher Marlowe fait apparaître Maltravers dans sa pièce Édouard II. John Maltravers y est simplement désigné sous le nom de Matrevis et est l'un des assassins du roi d'Angleterre. Il est ensuite envoyé par Roger Mortimer à la poursuite de l'autre assassin, Thomas Gurney, qui s'est enfui des lieux du crime et dont on craint les aveux s'il vient à être pris par les soldats d'Édouard III. Maltravers est également un personnage mineur de la série historique Les Rois maudits de Maurice Druon, qui répand quant à lui le mythe selon lequel Édouard II aurait été tué par ses geôliers par l'insertion d'une pièce de cuivre dans son anus, ce qui aurait eu le bénéfice de faire apparaître la mort du souverain déchu comme naturelle. Maltravers est ainsi décrit par Druon : 

« Ce Maltravers avait la face longue et sombre, les cheveux pendants, les dents immenses ; il ressemblait à son cheval. Il n'était pas très agréable compagnon et faisait sursauter les gens par des rires saccadés, hennissants, dont on cherchait en vain les motifs. »

 Il est interprété par André Mathis dans l'adaptation télévisée de 1972 et par Reus Alexandru dans celle de 2005.